# Diskskinn
Diskskinn (Pellidiscus pallidus) är en svampart som först beskrevs av Berk. & Broome, och fick sitt nu gällande namn av Donk 1959. Enligt Catalogue of Life ingår Diskskinn i släktet Pellidiscus,  och familjen Inocybaceae, men enligt Dyntaxa är tillhörigheten istället släktet Pellidiscus,  och familjen Crepidotaceae. Arten är reproducerande i Sverige. Inga underarter finns listade i Catalogue of Life.